# VII Legislatura del Congreso Nacional de Venezuela
La VII Legislatura del Congreso Nacional de Venezuela inició tras las elecciones generales del 4 de diciembre de 1983, sesionando entre 1984 y 1989.

## Bancadas

### Senado
| Partido                  | Escaños |
| ------------------------ | ------- |
| Acción Democrática       | 28      |
| Copei                    | 14      |
| Movimiento al Socialismo | 2       |
| Total                    | 44      |
| Fuente: Nohlen           |         |

### Diputados
| Partido                                | Escaños |
| -------------------------------------- | ------- |
| Acción Democrática                     | 113     |
| Copei                                  | 60      |
| Movimiento al Socialismo               | 10      |
| Opinión Nacional                       | 3       |
| Movimiento Electoral del Pueblo        | 3       |
| Unión Republicana Democrática          | 3       |
| Partido Comunista de Venezuela         | 3       |
| Movimiento de Izquierda Revolucionaria | 2       |
| Nueva Alternativa                      | 1       |
| Movimiento de Integración Nacional     | 1       |
| Liga Socialista                        | 1       |
| Total                                  | 200     |
| Fuente: Nohlen                         |         |

## Senadores
| Entidad          | Senador                            | Partido            |
| ---------------- | ---------------------------------- | ------------------ |
| Distrito Federal | Rafael Alfonzo Ravard              |                    |
| Barinas          | Reinaldo Leandro Mora (presidente) | Acción Democrática |
| Guárico          | Modesto Freites (hasta 1985)       | Acción Democrática |
| Lara             | Rafael Andrés Montes de Oca        | COPEI              |
| Miranda          | José Ángel Ciliberto               | Acción Democrática |
| Monagas          | Pedro Augusto Beauperthuy          | Acción Democrática |
| Yaracuy          | Wolfgang Larrazábal                | Acción Democrática |

## Diputados
Algunos de los diputados de la VII Legislatura del Congreso Nacional de Venezuela fueron los siguientes:
- Antonio Ledezma
- Arnaldo Arocha
- Carlos Tablante Hidalgo
- Celestino Armas
- Enrique Ochoa Antich
- Guillermo Yepes Boscán
- Gustavo Tarre Briceño
- Haydée Castillo
- Henrique Salas Römer
- Jesús Faría
- José Rodríguez Iturbe[1]
- Leonardo Ferrer (vicepresidente)
- Miguel Henrique Otero
- Morel Rodríguez Ávila
- Nelson Chitty La Roche
- Óscar Yanes
- Oswaldo Álvarez Paz
- Pedro Cabello Poleo
- Pedro Ortega Díaz
- Trino Meleán
- Vladimir Gessen